# رباط معلق
رباط معلق (بالإنجليزية: Suspensory ligament)‏ هو رباط يَدعم أحد أجزاء الجِسم، وخصوصًا الأعضاء، ومن أنواعه:
- رباط معلق للإبط، ويُعرف أيضًا باسم رباط جيردي.
- رباط كوبر، ويُعرف أيضًا باسم رباط كوبر المعلق.
- رباط معلق للبظر.
- رباط معلق للاثناعشري، ويُعرف أيضًا باسم رباط ترايتز.
- رباط معلق للمقلة، ويُعرف أيضًا باسم رباط لوكوود.
- رباط معلق للعدسة، ويُعرف أيضًا باسم نطيقة زين.
- رباط معلق للمبيض.
- رباط معلق للقضيب.
- رباط معلق للغدة الدرقية، ويُعرف أيضًا باسم رباط بيري.
- جُزء من الجهاز المُعلق لقدم الحِصان. عندما تدعم الأقدام وزن الحصان، فإنَّ هذا الرباط يدعم مفصل الحَوْشَب (المَوْصِل الوظيفي في رسغ الدابّة)، وإصابة الرباط المعلق شائعة في الأحصنة الرياضية.[2]